# Asger Nissen

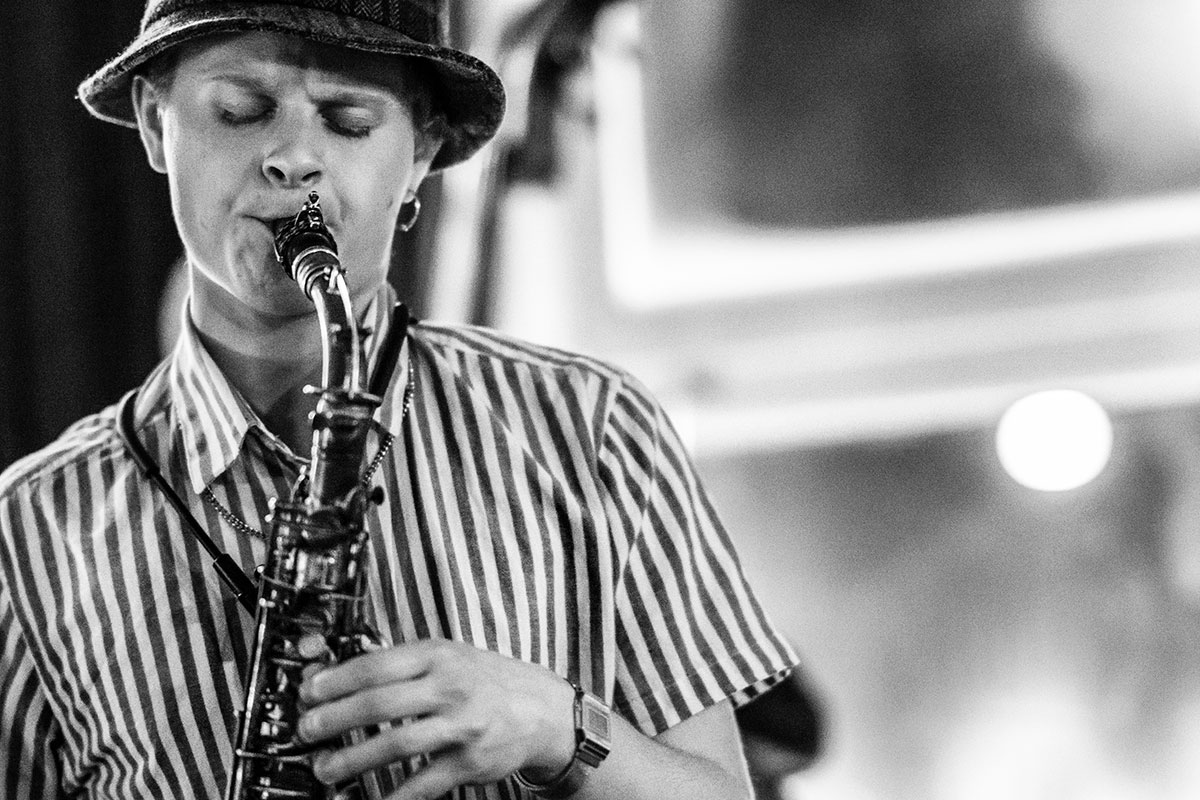
Asger Nissen (2022)

Asger Uttrup Nissen (* 17. November 1996 in Helsingør) ist ein dänischer Jazzmusiker (Altsaxophon, Komposition).

## Leben und Wirken
Nissen begann im Alter von sechs Jahren Geige nach der Suzuki-Methode zu lernen; bald entdeckte er Jazzmusik und fing an zu improvisieren. Mit zehn Jahren wechselte er zum Saxophon; mit 13 Jahren unterrichtete ihn Peter Fuglsang. Bereits als Gymnasiast war er in der Kopenhagener Jazzszene aktiv, etwa im Sextett Alawari, mit dem er 2018 auch international auf Tour war. Zwischen 2017 und 2021 studierte er am Jazz-Institut Berlin, wo er den Bachelor absolvierte.
Nissen ist Mitglied der Bigband von Pascal Klewer und gehört neben Julius Gawlik und Felix Henkelhausen zu Jim Blacks Schrimps (Ain’t No Saint, 2023); mit Uli Kempendorff, Phil Donkin und Fabian Rösch bildete er die Formation Pfau. Eigene Werke führt er mit unterschiedlichen Besetzungen in Deutschland, Österreich und Dänemark unter dem Titel Nissen Mosh auf.  Wolf Kampmann zufolge ist Nissen „ein ausgezeichneter Improvisator, der das Abstrakte stimmig mit dem sanglich Emotionalen zu verbinden weiß, aber sein Hauptaugenmerk liegt auf Kompositionen, deren lange dramaturgische Bögen eine gewisse spirituelle Nähe zu Tim Berne verraten.“ Im Quartett von Roger Kintopf war er am Album Structucture beteiligt, das 2020 bei Double Moon Records erschien. Weiterhin arbeitete er mit Musikern wie Wanja Slavin, Jonas Westergaard, Christopher Dell, Otis Sandsjö, Petter Eldh, Pablo Held und Bernhard Meyer. Wiederholt war er in Skandinavien, Mitteleuropa, Großbritannien und Nordamerika auf Tournee und trat auf großen Festivals wie Copenhagen Jazz Festival, Jazz Baltica und North Sea Jazz Festival auf.

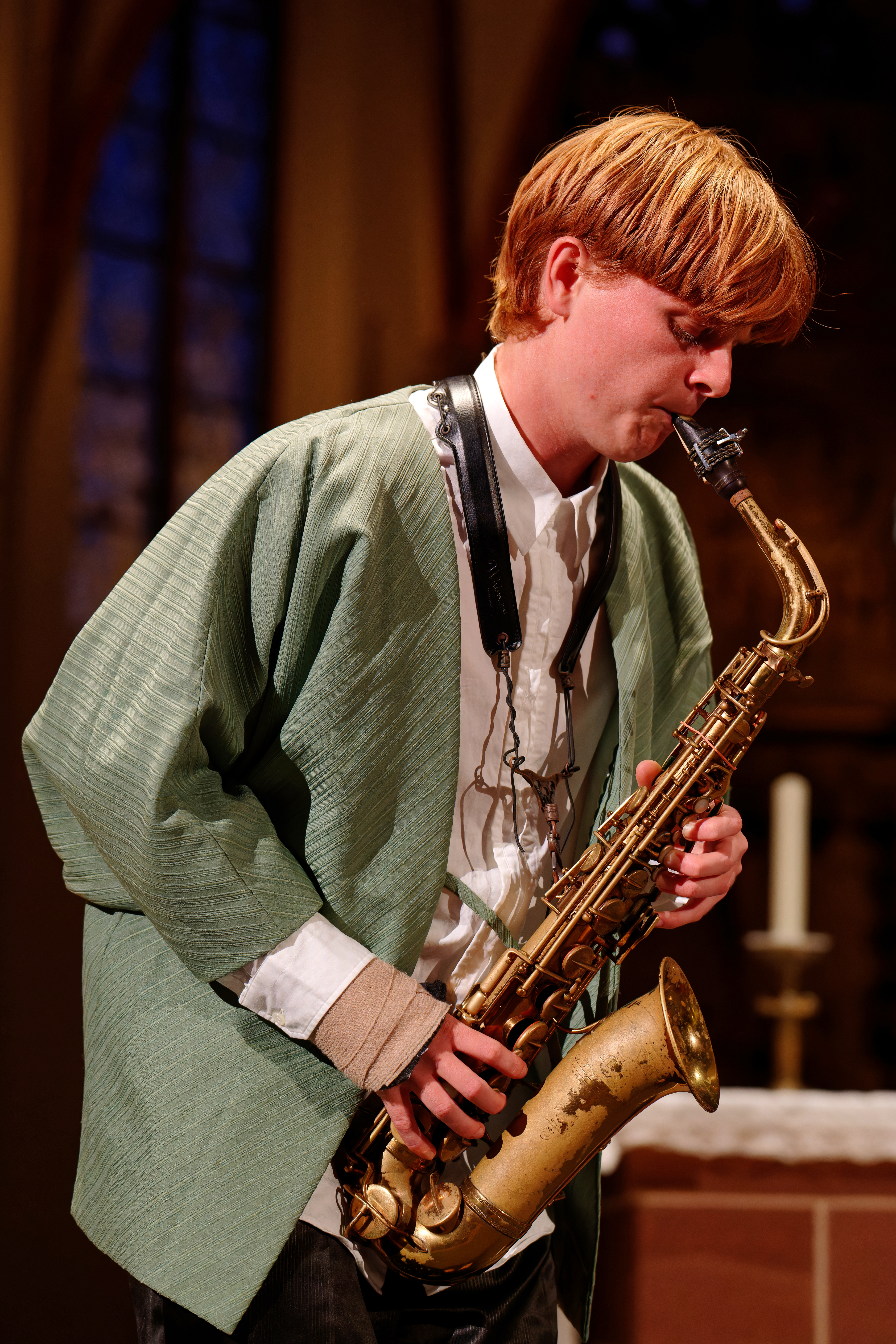
Asger Nissen (Konzert mit Roger Kintopf Structucture in der Stadtkirche Darmstadt am 27. September 2024)

## Preise und Auszeichnungen
Nissen gewann den Talentpreis Godt-på-vej der Spar Nord Bank (Helsingør) und 2017 mit Alawari den dänischen Nachwuchsjazzpreis UngJazz. 2020 erhielt er den JIB-Preis der Karl-Hofer-Gesellschaft und mit dem Quartett Structucture den Prix du Tremplin in Avignon.

## Diskographische Hinweise
- Life is Great: Option A (Owl Way Records, 2024), mit Johannes Koch, Johannes Mann und Thorbjørn Stefansson[8]
- Nissen Mosh: Precious (Enja, 2023), mit Thorbjørn Stefansson, Valentin Gerhardus, Marius Wankel